# 佐久間町奥領家
佐久間町奥領家（さくまちょうおくりょうけ）は静岡県浜松市天竜区の大字。

## 地理
浜松市天竜区の西部、佐久間地区の北西部に位置する。東で佐久間町相月、西で愛知県北設楽郡豊根村大字富山（字上山中・字下山中・字ト子井）、南で佐久間町佐久間、北で水窪町奥領家と接する。

### 山岳
- 亀ノ甲山

### 河川
- 天竜川
- 水窪川

## 歴史

### 沿革
- 1889年（明治22年）4月1日 - 町村制の施行により、周智郡奥領家村が周辺の村と合併し、周智郡奥山村となる[WEB 6]。旧村名は奥山村の大字として残る[WEB 7]。
- 1896年（明治29年）4月1日 - 郡制の施行により、奥山村の所属郡が磐田郡に変更となる。
- 1903年（明治36年）12月1日 - 大字奥領家の一部と大字相月で城西村が新設される。
- 1956年（昭和31年）9月30日 – 城西村が周辺の町村と新設合併して佐久間町となる。
- 2005年（平成17年）7月1日 – 佐久間町外10市町村が浜松市に編入される。
- 2007年（平成19年）4月1日 - 浜松市が政令指定都市となる。佐久間町奥領家は天竜区の一部となる。

## 施設
- 浜松市城西ふれあいセンター
- 城西郵便局

## 交通

### バス
- 浜松市自主運行バス北遠本線：（西鹿島駅 方面 - ）芋掘（ - 水窪町 方面）
  - 水窪タクシーに委託
  - 年末年始は運休

- 浜松市佐久間ふれあいバス
  - 瀬戸・横吹方面線（月～木曜運行、月・火曜は事前予約制）：（歴史と民話の郷会館 - ）城西ふれあいセンター - 元城西幼稚園下
  - 羽ヶ庄・野田方面線（火～金曜運行）：（歴史と民話の郷会館 - ）南野田伊藤宅前南野田森下宅前大沼村田宅前元野田消防会館沢井仲谷宅前今田入口今田一宮前今田入口城西ふれあいセンター - 元城西幼稚園下 - 城西ふれあいセンター - 今田入口 - 沢井仲谷宅前 - 元野田消防会館 - 大沼村田宅前 - 南野田森下宅前 - 南野田伊藤宅前
  - 和泉・相月方面線（水・金曜運行）：（歴史と民話の郷会館 - ）城西ふれあいセンター - 元城西幼稚園下
    - 水窪タクシーに委託
    - 今田一宮前停留所を利用する場合は事前予約が必要、一部停留所で経由順などが異なる場合あり、祝日及び年末年始は運休

### 道路
- 国道152号
- 静岡県道290号水窪羽ケ庄佐久間線

## その他

### 学区
小学校・中学校の学区は以下の通りである。
- 浜松市立佐久間小学校
- 浜松市立佐久間中学校

### 警察
警察の管轄区域は以下の通りである。
| 番・番地等 | 警察署     | 交番・駐在所     |
| ---------- | ---------- | ---------------- |
| 全域       | 天竜警察署 | 城西警察官駐在所 |

### 消防
消防の管轄区域は以下の通りである。
| 番・番地等 | 消防署     | 本署/出張所  |
| ---------- | ---------- | ------------ |
| 全域       | 天竜消防署 | 佐久間出張所 |

### WEB
1. ↑  “h02_22.csv”.   総務省 (2022年2月10日). 2024年12月5日閲覧。
2. ↑  “静岡県浜松市天竜区 (22137)｜国勢調査町丁・字等別境界データセット”.   人文学オープンデータ共同利用センター. 2024年12月5日閲覧。
3. ↑  “静岡県 浜松市天竜区 佐久間町奥領家の郵便番号 - 日本郵便”.   日本郵便. 2024年12月5日閲覧。
4. ↑  “市外局番の一覧”.   総務省 (2022年3月1日). 2024年12月5日閲覧。
5. ↑  “事業所案内及び管轄地域（事務所3件、分室3件）”.   一般社団法人静岡県自動車会議所. 2024年12月5日閲覧。
6. ↑  “historyofcities.pdf”.   静岡県総務部合併推進室・財団法人静岡県市町村振興協会. 2024年12月5日閲覧。
7. ↑  “解説ページ”.   株式会社エア. 2024年12月5日閲覧。
8. ↑  “学校名から探す／浜松市”.   浜松市 (2024年1月1日). 2024年12月5日閲覧。
9. ↑  “城西駐在所｜静岡県警察”.   静岡県警察 (2023年1月11日). 2024年12月5日閲覧。
10. ↑  “消防署の町別管轄「さ」／浜松市”.   浜松市 (2024年3月21日). 2024年12月5日閲覧。